# Instituto Libertad
El Instituto Libertad es una think tank chileno fundado el 26 de febrero de 1990, vinculada al partido de derecha Renovación Nacional, dedicada al análisis, difusión e investigación de políticas públicas basadas en principios liberal‑democráticos, económicos y de responsabilidad individual.

## Historia y fundación
El Instituto fue fundado el 26 de febrero de 1990 como una organización de centro‑derecha, siendo el primer centro de pensamiento político liberal vinculado al partido Renovación Nacional. Desde los primeros años promovió la descentralización, inaugurando sedes regionales (en Antofagasta, Valparaíso, Arica, entre otras) a partir de 2013‑2014, para acercar su capacidad analítica a contextos locales.
Durante 2018 enfrentó una profunda crisis financiera y de liderazgo propia del think tank ligado a RN, que derivó en la renuncia de su presidente histórico Roberto Ossandón Irarrázabal y una reconfiguración del directorio.

## Ideología y objetivos
Según sus estatutos, el Instituto Libertad busca “investigar, analizar y divulgar … temas filosóficos, políticos, legales, sociales y económicos … sobre la base de los valores y principios que inspiran a una sociedad libre, pacífica, próspera y justa”. Promueve políticas públicas modernas con énfasis en el desarrollo económico, la libertad individual, la responsabilidad cívica y el estado de derecho.

## Actividades destacadas y relación con Renovación Nacional
En 2024 lanzó, junto con Renovación Nacional, LexCamp, un chatbot de inteligencia artificial diseñado para orientar a candidatos en temas legales y de financiamiento electoral durante sus campañas, liderado por el director ejecutivo Luis Pardo Sáinz.
Aunque el Instituto Libertad se presenta como autónomo en su análisis y difusión, históricamente ha sido descrito como el brazo intelectual del partido RN, formando y apoyando sus programas de gobierno y contribuyendo al debate público desde una perspectiva liberal‑derechista.

## Directorio

#### Presidente del Directorio
- Rafael Aldunate Valdés: ingeniero comercial (PUC), con AMP de Harvard. Ha ocupado cargos en empresas clave (Parque Arauco, Viña San Pedro, Bolsa de Comercio de Santiago) y fue director del SEP y de EFE.[6]

#### Vicepresidente
- Pedro Pizarro: abogado (PUC), Magíster en Gestión Tributaria (UAI). Ex‑Subsecretario de Previsión Social (2019‑2022).[6]

#### Directoras y Directores (período 2025‑2028)
- Isabel Izquierdo, Matías Acevedo Ferrer, Jorge Quiroz, Pilar Lizana, Karin Ebensperger, Jaime Pereira, Luis Castillo, Felipe Alessandri, Alfonso Vargas[6]

#### Director Ejecutivo
- Luis Pardo Sáinz: Magíster en Comunicación Internacional (UDP) y en Dirección de Comunicaciones (Universidad Pompeu Fabra). Fue diputado, presidente de ARCHI y AIR.[6]